# 市政厅广场 (维尔纽斯)
市政厅广场（立陶宛语：Vilniaus rotušės aikštė；俄语：Ратушная площадь；德语：Rathausplatz Vilnius）是立陶宛首都维尔纽斯的一个古老的广场，位于维尔纽斯旧城，维尔纽斯市政厅旁。
市政厅广场呈三角形，始建于14世纪。每年的聖加西彌祿市集活动亦在此處举行。
直到19世纪，市政厅广场一直是行刑的地点。